# Hôtel des troupes de montagne de Grenoble
L'hôtel des troupes de montagne est un bâtiment militaire situé place de Verdun à Grenoble. Il abrite les bureaux du général commandant la 27e brigade d'infanterie de montagne.

## Histoire
Construit de 1863 à 1868 à la demande du maréchal Randon, l'édifice de 2 500 m2 répartis sur trois niveaux est construit par l'architecte Jean-François Delarue sur l'emplacement de l'ancien Hôtel du gouverneur sous l'ancien régime. Il est alors situé sur la nouvelle place d'Armes qui vient d'être dessinée et porte à ses débuts le nom d'Hôtel de division. La place est dénommée place de la Constitution en novembre 1870 en référence au sénatus-consulte du 21 mai 1870 fixant la Constitution de l'Empire, puis prend le nom de place de Verdun en 1916.
L'édifice est actuellement le siège de la direction de la 27e brigade d'infanterie de montagne. Il porte près de son portail droit une plaque en mémoire d'Albert de Seguin de Reyniès, commandant du 6e bataillon de chasseur alpin, arrêté à cet endroit par la gestapo le 6 mai 1944 alors qu'il venait relever son courrier à l'hôtel de la division alpine. En mémoire, son nom sera donné à la caserne Reyniès de Grenoble, transférée vers 1980 au quartier de Reyniès à Varces.
En 2016, l'édifice fait l'objet d'une rénovation complète de ses façades. Il peut faire l'objet de visites lors des journées du patrimoine afin de faire découvrir son ameublement, ses décors muraux ainsi que son escalier en marbre dont le plafond constellé d'abeilles dorées devait rappelé les attributs impériaux de Napoléon III.
Sa façade est classée à l'Inventaire général du patrimoine culturel.

## Galerie

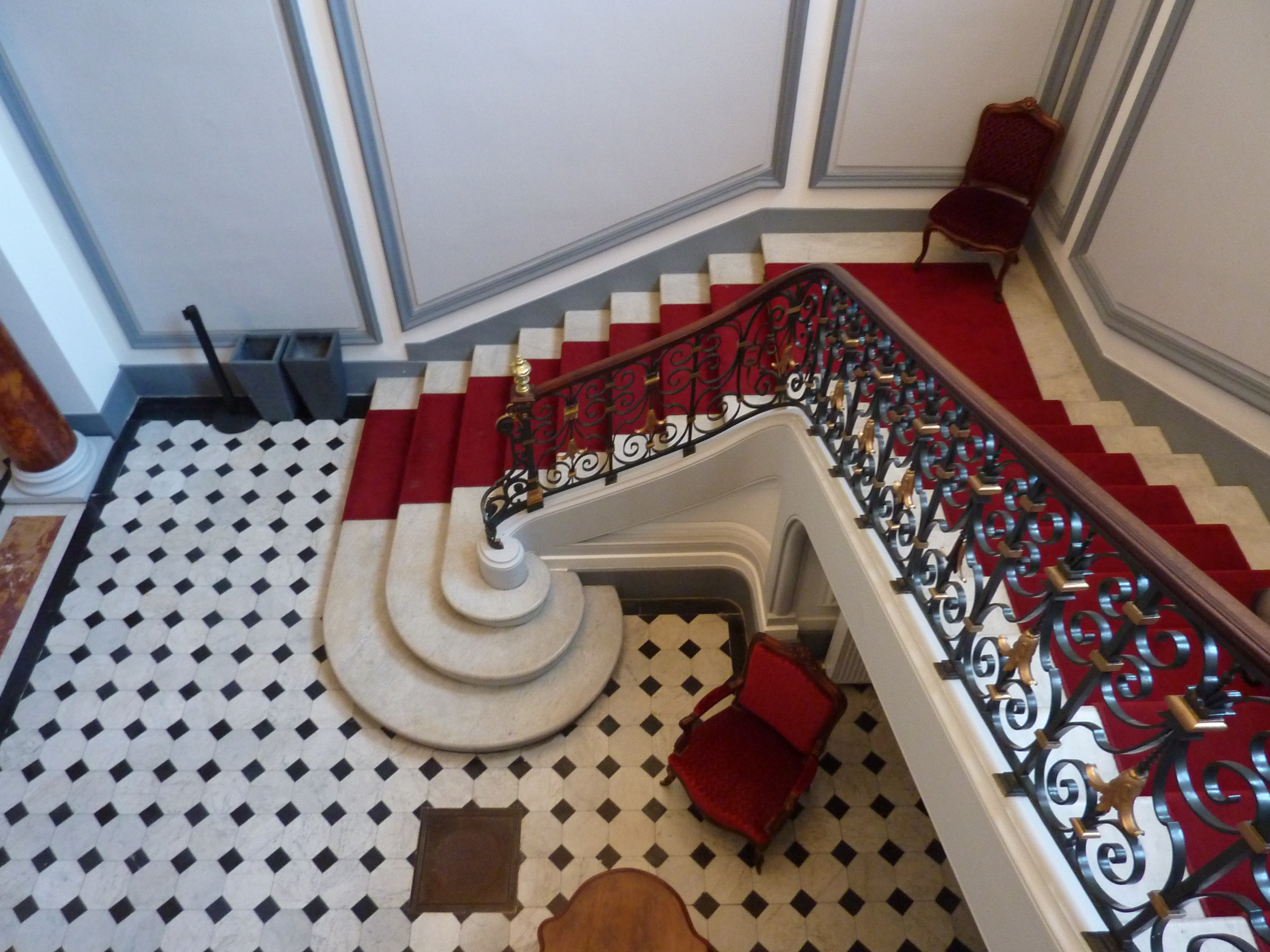
Escalier en marbre.
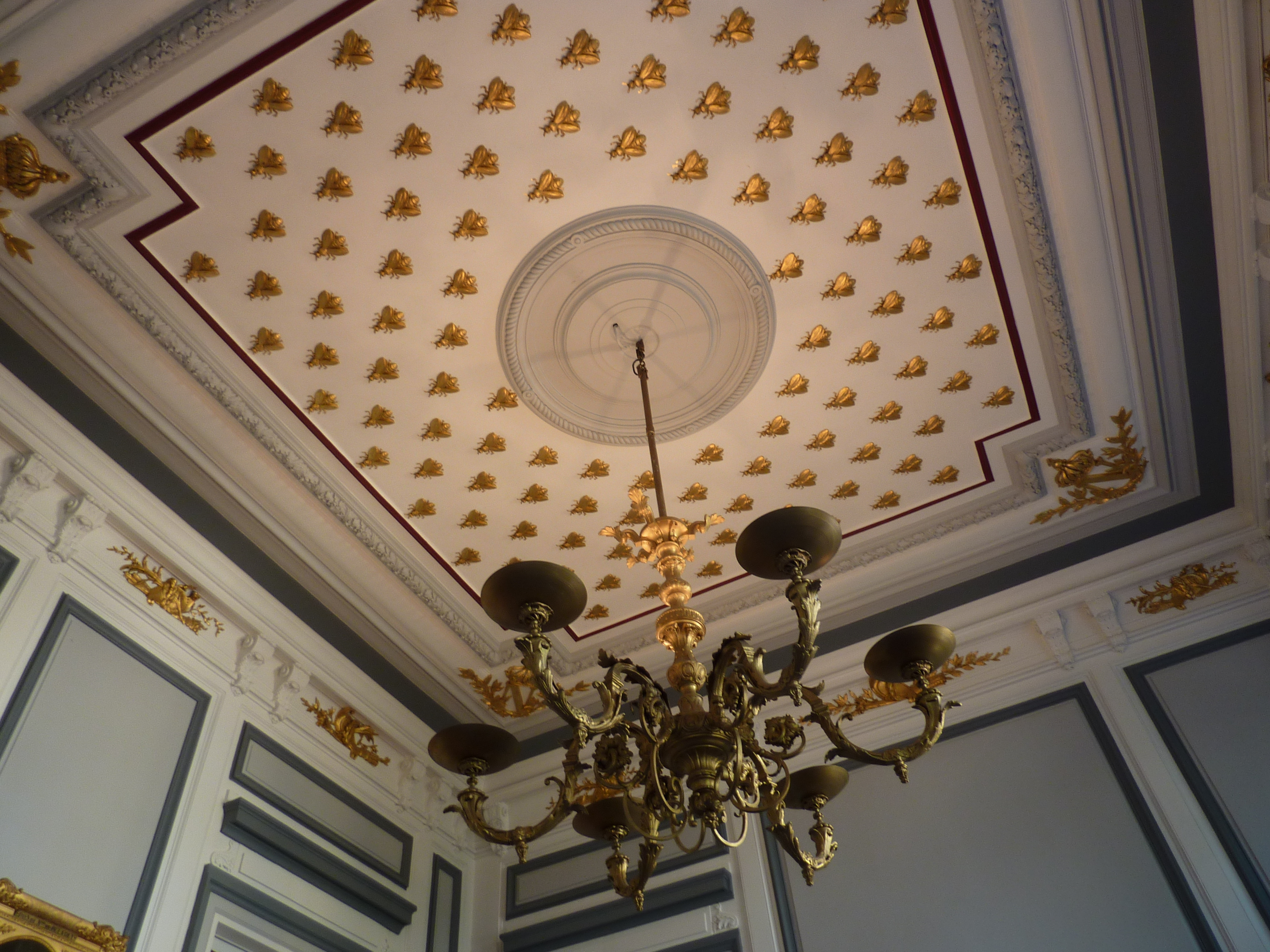
Plafond décoré d'abeilles.
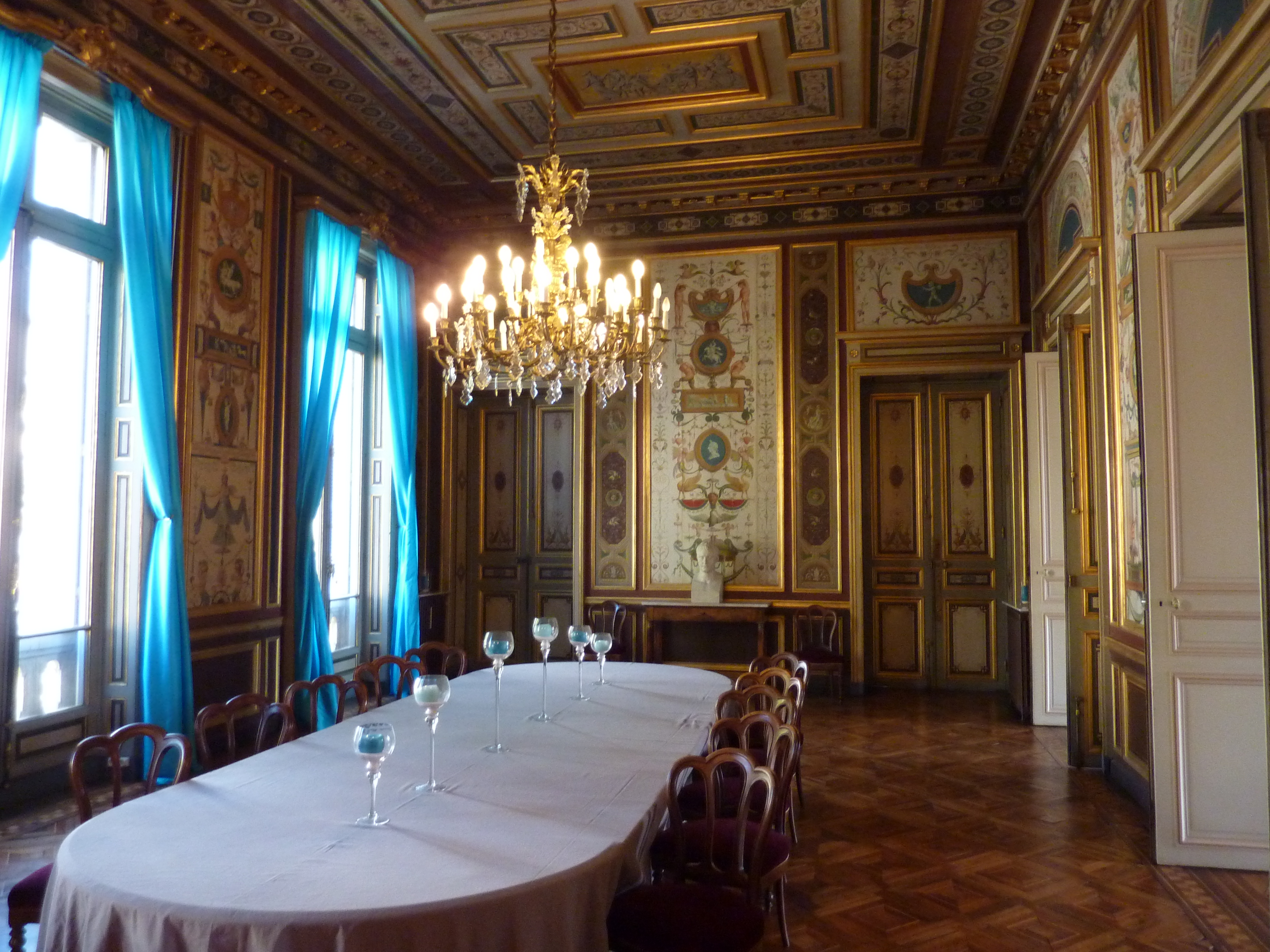
Salon pompéïen.
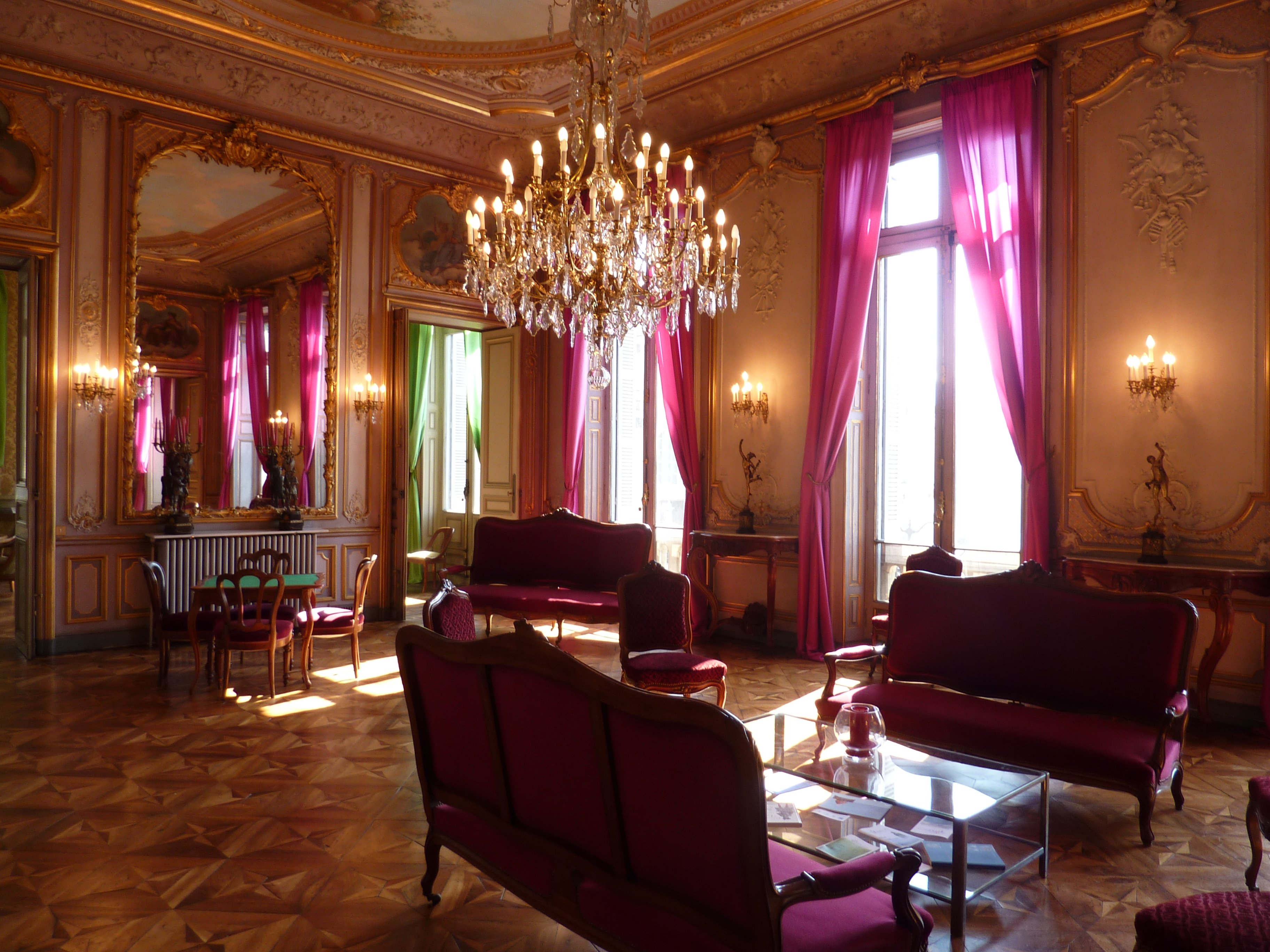
Grand salon rose.
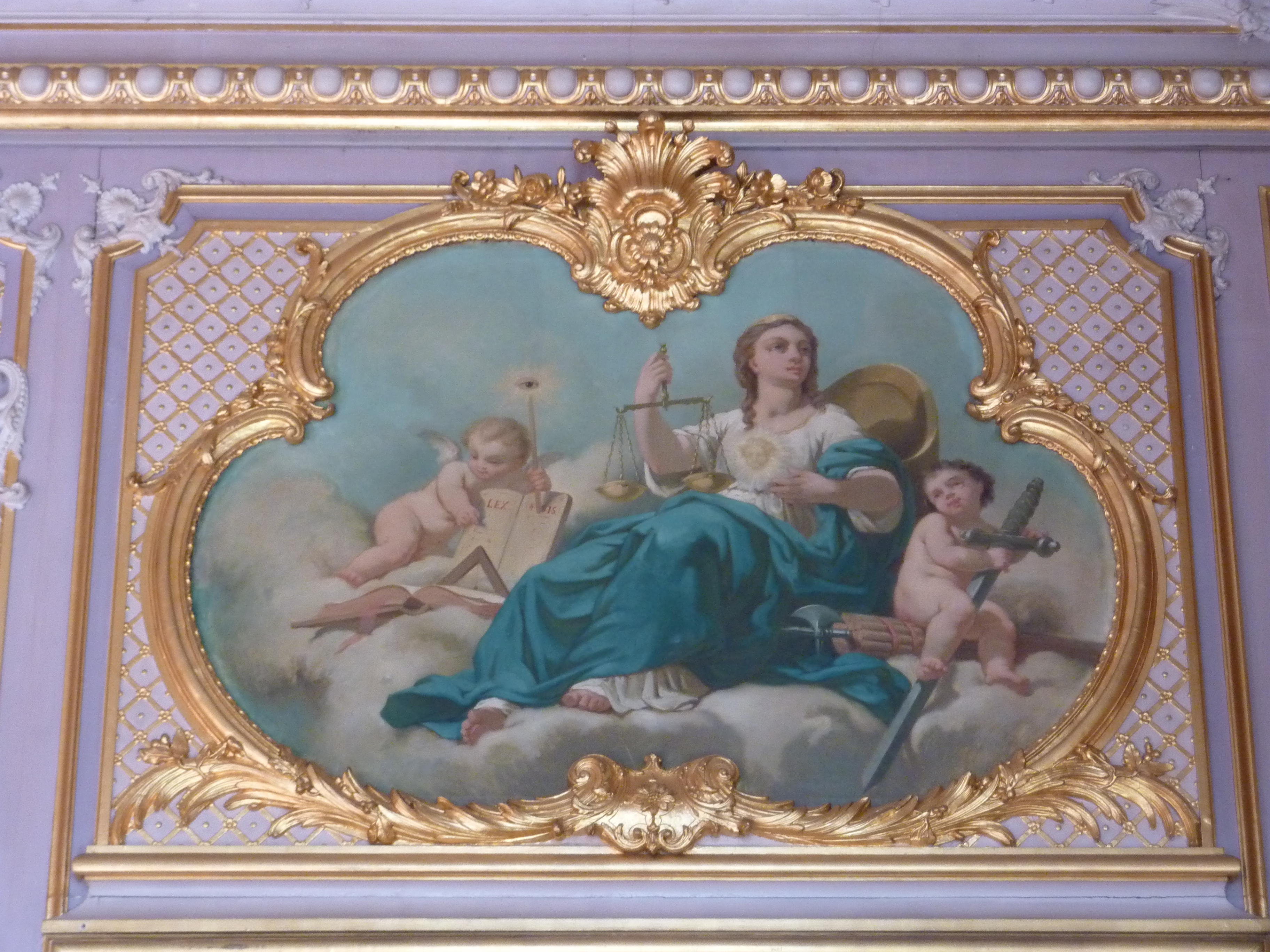
Allégorie de la Justice.

## Article annexe
- 27e brigade d'infanterie de montagne